# Карл Лудвиг фон Изенбург-Бюдинген
Карл Лудвиг фон Изенбург-Бюдинген (на немски: Carl Ludwig von Isenburg-Büdingen; * 8 април 1720, Вехтерсбах; † 16 април 1785, Кнаутхайн, част от Лайпциг) е граф на Изенбург-Бюдинген-Вехтерсбах и пруски полковник.

## Произход
Той е четвъртият син на граф Фердинанд Максимилиан II фон Изенбург-Бюдинген (1692 – 1755) и първата му съпруга му графиня Албертина Ернестина фон Изенбург-Бюдинген (1692 – 1724), дъщеря на граф Йохан Казимир фон Изенбург-Бюдинген (1660 – 1693) и София Елизабет фон Изенбургг-Бирщайн (1650 – 1692). Брат е на Фердинанд Казимир I (1716 – 1778), Албрехт Август (1717 – 1782), Вилхелм Райнхард (1719 – 1785), Волфганг Ернст (1721 – 1751) и Адолф (1722 – 1798). Полубрат е на Лудвиг Максимилиан I (1741 – 1805).

## Фамилия
Карл Лудвиг се жени на 27 март 1749 г. в Щайнорт (Gleźnowo, Славненски окръг, Полша) за графиня Луиза Шарлота фон Лендорф (* 1 май 1726, Щайнорт; † 14 декември 1762, Кьонигсберг, Русия), дъщеря на граф Ернст Ахасвер фон Лендорфф, господар на Щайнорт (1688 – 1727) и Мария Луиза Хенриета фон Валенродт (1697 – 1773). Те имат децата:
- Адолф Вилхелм (1755 – 1757)
- Луиза Ернестина Фердинанда София (1750 – 1812), омъжена 1776 г. в Зандитен за граф Фридрих Леополд фон Шлибен († 1799)
- Мария Албертина Юлиана Хенриета (1752 – 1774)
- Йохана Шарлота (1759 – 1761)